# The Adventure of the Yellow Face
The Yellow Face ou The Adventure of the Yellow Face (O Rosto Amarelo ou A Face Amarela) é um conto policial de Sir Arthur Conan Doyle protagonizado por Sherlock Holmes e Dr. Watson e publicada pela primeira vez na Strand Magazine em fevereiro de 1893 com 7 ilustrações de Sidney Paget.

## Enredo
Como revela o narrador Watson no início da narrativa, este é um dentre meia dúzia de casos em que Sherlock Holmes errou em sua análise, mas mesmo assim a verdade veio à tona. 
O sr. Grant Munro procura Sherlock Holmes porque, transcorridos três anos de um matrimônio feliz ("Minha mulher e eu nos amamos profundamente e vivemos felizes durante esse período, tão felizes quanto podem ser duas pessoas unidas"), sua esposa Effie passou a exibir comportamentos estranhos. Antes de se conhecerem, havia sido casada com um advogado norte-americano com quem tivera uma filha, mas ela conta que ambos morreram num surto de febre amarela. 
Primeiro ela pediu cem libras mas não quis revelar para que queria o dinheiro. Dois meses depois, Effie foi flagrada mantendo contatos furtivos com os recentes ocupantes de uma casa de campo próxima. Grant Munro viu uma misteriosa pessoa de rosto amarelo pálido na janela do segundo andar dessa casa que lhe deu uma impressão desagradável. Dominado pela suspeita, invadiu a casa e encontrou o lugar vazio. E decidiu entregar o caso ao "detetive consultor" Sherlock Holmes. 
Com base na história narrada por Munro, Holmes formula uma "teoria" de que o ex-marido de Effie na verdade não morreu e agora a estaria chantageando. "Pura suposição", mas "abrange todos os fatos", e "se soubermos de novos fatos que não se encaixem nela, poderemos reconsiderar", admite Holmes para Dr. Watson. E realmente os fatos acabam desmentindo a "teoria" de Holmes.

## Ligações Externas
- A Face Amarela, completo e ilustrado(em português)
- Wikisource-The Yellow Face (em inglês)